# Ушо
У̀шо (на италиански: Uscio, на местния диалект Оуши) е малък град и община в Северозападна Италия.

## География
Град Ушо се намира в провинция Генуа на област (регион) Лигурия. Градът е с надморска височина 361 m и е на разстояние около 6 km на север от морския бряг и курортния град Реко. Провинциалният център Генуа се намира на 37 km на запад от Ушо. Най-близкият голям град на брега на морето в югоизточна посока е Специя, който се намира на около 80 km от Ушо. На север от Ушо се намира хълмът Каприле (470 m надморска височина), който е най-високата точка в общината. Население 2284 жители към 31 декември 2015 г.

## Квартали
- Калчинара
- Териле

## История
Археологическите изследвания в района на днешната община показват, че населените места тук датират от епохата на неолита. Около 121 г. пр.н.е. Римската империя успява да завладее и да подложи под свое покровителство местното население. През 1190 г. попада под владението на генуезците, тъй като император Фридрих Барбароса им дава господство над Лигурия. През 1366 г. е област от Република Генуа. През 1815 г. е в границите на Кралство Сардиния. От 1861 г. е в границите на днешната държава Италия.

## Икономика
Двата основни отрасли на икономиката на града и общината са селското стопанство и туризмът. Поради съчетаването на горската природа с близостта на морето Ушо е предпочитан за наемане на квартири от туристите. Обект на интерес са четирите църкви и музеят за градски часовници и камбанарии.

## Други
Градът е покровителстван от Св. Амвросий Медиолански. Празникът на града е на 7 декември. Жителите на града и общината на италиански се наричат Ушиези (на български Ушовци и Ушовчани).

## Фотогалерия
- Панорамен изглед от запад на изток
- Енорийската църква "Сант'Амброджо"
- Църквата "Сант'Амброджо"
- Църквата „Сан Роко“